# Siguiendo a Mary
Siguiendo a Mary (título original: Jesus, Mary and Joey) es una película estadounidense de comedia y romance de 2005, dirigida por James Quattrochi, escrita por Vincent Pagano, musicalizada por Donald Markowitz, en la fotografía estuvo Bernd Heinl y los protagonistas son Vincent Pagano, Marley Shelton y Jennifer Esposito, entre otros. El filme fue producido por Federal Hill Pictures Inc. y se estrenó el 11 de septiembre de 2005.

## Sinopsis
Veinteañero y sin un camino definido en la vida, Joey Vitello aún vive en casa con su peculiar familia ítalo-estadounidense, un día se reencuentra con una compañera del colegio de la infancia, Mary O'Callahan. Joey se entera de que ella se curó de cáncer milagrosamente, su amistad termina transformándose en amor mientras ella lo instruye sobre religión. Ahora él desafía las creencias de su familia con sus nuevos conocimientos y provoca confusión.